# بيث بورنس
بيث بورنس (بالإنجليزية: Beth Burns)‏ هي مدربة كرة سلة أمريكية، ولدت في 7 أكتوبر 1957 في Chatham, New Jersey ‏ في الولايات المتحدة.